# The Twin
The Twin ist ein finnisches Horrorfilm-Drama von Taneli Mustonen aus dem Jahr 2022.

## Handlung
Nach dem Tod ihres Sohnes Nathan ziehen Anthony und Rachel mit Nathans Zwillingsbruder Elliot nach Finnland. Beim Einzug in das neue alte Haus, welches früher eine Art Gemeindehaus war, besteht Elliot darauf, ein Zimmer auf dem Dachboden zu beziehen. Dabei erwähnt er zudem, dass er in seinem neuen Zimmer ein zweites Bett für Nathan möchte. 
Bei einer Bootsfahrt über den See in der Nähe des Hauses passiert das Boot Felsmalereien, welche der Legende nach beim Auflegen der Hand der Person einen Wunsch erfüllt. Daraufhin legt Elliot seine Hand auf die Felsmalerei.
Am Tag darauf hört Rachel ihren Sohn in seinem Zimmer mit jemand anderem spiele. Als sie daraufhin nachsieht, ist er alleine und benimmt sich ihr gegenüber fremd. Den Nachmittag verbringen sie auf der Willkommensfeier der Nachbarn, wobei Rachel in ein Gespräch mit Helen verwickelt wird, die von den anderen als die „Dorfirre“ bezeichnet wird. Helen verrät ihr, dass sie Elliots Wunsch beim Felsen gesehen hat und dieser in Erfüllung gegangen ist. Ebenso erwähnt sie die Tatsache, dass alle anderen Bewohner des Dorfes einem  satanischen Kult angehören. Kurz darauf feiert das Dorf mittels einer Hochzeitsschaukel nachträglich die Trauung der beiden, wobei Rachel ohnmächtig wird, da sie Elliot nicht mehr unter den Anwesenden sehen kann und an den Moment von Nathans Tod erinnert wird. Nachdem sie am Abend Elliot zu Bett gebracht hat und dieser ihr gegenüber erwähnt, dass er lieber in seinem eigenen Bett schlafen möchte, schleicht sich dieser mitten in der Nacht in das Bett seines toten Bruders. Rachel wacht aufgrund eines Albtraums, in welchem ihr Sohn sie um Hilfe ruft, auf und geht daraufhin auf den Dachboden, um nach ihm zu sehen. Dabei bemerkt sie, dass er im Bett seines Bruders liegt und legt ihn wieder in sein eigenes. Elliot protestiert und behauptet, dass er Nathan sei und Elliot derjenige sei, welcher gestorben ist.
Daraufhin suchen sie einen Arzt auf, der sie allerdings lediglich auf das Trauma anspricht und anbietet, Elliot an einen Doktor in der Stadt zu verweisen. Rachel ist entsetzt, dass der Arzt ihr nicht erklären konnte, was ihren Sohn zu solchen einem Verhalten führt und sucht deshalb Helen auf. Helen berichtet ihr, dass das seltsame Verhalten Elliots auf einen Dämon zurückzuführen sei, dem das Land des Dorfes gehört. Sie selbst habe diese Verbindung erst zu spät gemerkt, als ihr Mann bereits verstorben sei. Dabei zeigt sie Rachel ein Gruppenfoto, auf welchem auch Helens Mann abgebildet ist, allerdings ist dessen Gesicht verwischt. Rachel verlässt daraufhin verstört Helens Haus. Helen wird in den darauffolgenden Nächten von Alpträumen geplagt.
Rachel beschäftigen Helens Worte weiterhin und sie fertigt Fotos von Elliot beim Schaukeln an, wobei es Elliot wiederstrebt. In dieser Nacht wacht Rachel durch das Flüstern ihres Sohnes Elliot auf. Dieser sagt ihr, dass Nathan sie sehen möchte, jedoch nicht aufwacht, bevor er das Haus in Richtung Garten verlässt und Rachel ihm folgt. Mittels einer brennenden Kerze und einem Spiegel nimmt der verstorbene Sohn Kontakt zu seiner Mutter auf, welche erschrickt und der Spiegel daraufhin zu Boden fällt und zerbricht. Anthony taucht hinter Rachel auf und spricht von einer Art Austausch, bei dem sie Elliot im Gegenzug für Nathan opfern. Anschließend wird sie von ihrem Ehemann und den anderen Dorfbewohnern umringt und bekommt ein unbekanntes Serum mit einer Spritze verabreicht. Helen sieht die Geschehnisse um Rachel in ihrem Traum.
Als Rachel am nächsten Tag aufwacht, geht sie zunächst davon aus, dass sie alles nur geträumt hat. Im Mülleimer findet sie allerdings Spiegelscherben. Anthony schlägt vor in die Stadt zu fahren, um einen neuen Staubsauger zu kaufen, da der alte erst vor kurzem kaputt gegangen sei. Rachel misstraut Anthony, willigt dennoch ein, mit in die Stadt zu kommen. Nachdem sie einen neuen Staubsauger gekauft haben, lässt Rachel die Fotos, welche sie von Elliot auf der Schaukel gemacht hat entwickeln, verheimlicht dies allerdings ihrem Mann. Zuhause angekommen schließt sich Rachel im Bad ein, um die Fotos sowie die Negative zu betrachten. Dabei stellt sie mit Erschrecken fest, dass niemand auf der Schaukel sitzt. Als Elliot sie auf die Fotos anspricht, weigert sie sich, ihm diese zu zeigen und meint, es habe einen Fehler bei der Entwicklung der Fotos gegeben. Rachel sucht erneut Helen auf, um ihr die seltsamen Fotos zu zeigen. Helen sagt ihr, dass der Dämon der Grund dafür sei und Elliot bereits in seinem Besitz habe. Um ihr dennoch zu helfen, bittet Helen Rachel darum, sie zu Elliot zu bringen.
Als sie in Elliots Zimmer ankommen, meint Helen, dass alles bereits verloren ist und Rachel krank ist. Beim Verlassen des Zimmers sehen sie die ganze Gemeinde im Treppenhaus stehen, unter ihnen auch Anthony. Sie greifen dabei sowohl Helen als auch Rachel an.
Als Rachel wieder aufwacht, findet sie sich in einem Opferkleid zwischen den Dorfbewohnern wieder. Bei einem Ritual soll Elliot geopfert werden und um sie ruhig zu stellen, wird ihr erneut eine Spritze verabreicht. Rachel wacht in ihrem Bett auf und ist in ihrem Zimmer eingeschlossen. Sie hört Elliot flüstern und schleicht sich, nachdem sie dir Tür öffnen konnte, auf den Dachboden, um Elliot zu holen. Die beiden flüchten durch den Kellerausgang aus dem Haus, werden kurz darauf jedoch von Anthony bemerkt, der ihnen durch den Wald folgt. Dabei stürzt er sich auf Rachel und würgt sie. Rachel wehrt sich und schlägt ihn mit einem großen Stein ins Gesicht, erschlägt ihn jedoch nicht. Anthony kann sich wieder aufraffen und konfrontiert seine Frau damit, dass sie nur einen Sohn, nämlich Nathan, hatten. Da Rachel an dem Tag des Unfalls betrunken am Steuer saß und selbst für den Unfall und somit den Tod ihres einzigen Sohnes verantwortlich war, gab sie Anthony die Schuld dafür und behauptete, er sei gefahren. Um sich über den Verlust ihres Sohnes hinwegzutrösten erdachte sie sich „Elliot“. 
Als „Elliot“ daraufhin erneut wegrennt, folgt Rachel ihm in einen alten Getreidespeicher. Anthony ist Rachel ebenfalls gefolgt und löst einen Mechanismus aus, welcher den unten in der Halle stehenden „Elliot“ mit Getreide zuschüttet, um seiner Frau so die Illusion zu nehmen. Rachel stößt daraufhin ihren Mann von dem Speicher, bevor sie die Leiter herunterklettert um in dem Getreidehaufen nach „Elliot“ zu suchen. Sie kann ihn nicht finden und währenddessen erliegt Anthony seinen Verletzungen.
Einige Tage später steht Rachel am Grab ihres Mannes und ihres Sohnes. Als sie in ihr Auto zurückkehrt, sieht sie ihren Mann auf dem Beifahrersitz sitzen. Sie wendet ihren Blick der Rückbank zu, auf welcher sie ihre Zwillingssöhne sitzen sieht und fragt diese, ob sie zusammen einen Ausflug unternehmen wollen, worauf die Zwillinge mit Begeisterung reagieren.

## Produktion

### Drehorte
Die Dreharbeiten fanden vom 18. März 2021 bis zum 28. April 2021 in Estland, unter anderem in Tallinn statt.

### Synchronisation
Die deutsche Synchronisation entstand nach einem Synchronbuch und unter der Dialogregie von Dirk Bublies im Auftrag der EuroSync GmbH.
| Rolle         | Darsteller         | Synchronsprecher  |
| ------------- | ------------------ | ----------------- |
| Anthony       | Steven Cree        | Roman Rossa       |
| Bankberater   | Nick Connor        | Dirk Bublies      |
| Elliot/Nathan | Tristan Ruggeri    | Paul Maria Asmus  |
| Helen         | Barbara Marten     | Daniela Strietzel |
| Rachel        | Teresa Palmer      | Nicole Hannak     |
| Stadtarzt     | Andres Dvinjaninov | Bernd Vollbrecht  |

## Rezeption

### Kritiken
Der Film erhielt überwiegend ausgeglichene Kritiken und erzielte bei IMDb eine durchschnittliche Bewertung von 5,1 der möglichen 10 Punkte. Auf Rotten Tomatoes konnte der Film bisher 43 Prozent der Kritiker überzeugen. Das Lexikon des internationalen Films urteilt: „Ein Folk-Horrordrama, das aufgrund flacher Charakterzeichnungen dem Thema der Trauer um ein Kind nicht viel emotionale Resonanz entlocken kann und auf einen großen Twist zusteuert, ohne dass dieser darüber hinwegtrösten kann, wie formelhaft und lauwarm die Handlung bis dahin ist.“
Der Film wurde auf dem Fantasy Filmfest 2022 gezeigt.